# U močvari (strip)
U močvari јe 119. epizoda seriјala Mali rendžer (Kit Teler) obјavljena u Lunov magnus stripu #267. Epizoda јe premijerno u bivšoj Jugoslaviji objavljena u 26.8.1977. godine. Koštala je 10 dinara (0,54 $; 1,29 DEM). Izdavač јe bio Dnevnik iz Novog Sada. Autor korica je nepoznat. Epizoda se nalazila na stranama 3-124. 

## Kratak sadržaj
Rendžer Edgar Daglas je nestao nakon što je otišao u grad Marsh City da istražuje nestanke drugih lica. Kit i Zubati Bill kreću u potragu za Edgarom i usput sreću naučnika Toma Holta, koji im se pridružuje. U Marsh Cityju, koji leži na močvari, nailaze na ljude koji nemaju emocionalni problem s nasiljem, ubijanjem i maltretiranjem drugih živih bića. Nekoliko stanovnika, uključujući i šerifa, pokušaju da ih neuspešno ubiju. Istražujući Edgarov nestanak, trojka nailazi na njegovu poruku koju je sakrio u skladištu za vodu. U pismu saznaju da su ga progonili stanovnici Marsh Cityja. Kit, Bill i Tom pokušavaju da napuste gradić, ali se sukobljavaju sa stanovnicima koji ih osuđuju na smrt vešanjem. U odsutnom trenutku ih spašava Tobija „Drink“ Kalahan, koji je jedini stanovnik koji umesto vode pije samo alkohol. Pokazujući im tajne prolaze ispod zemlje, Kalahan ih izvodi iz grada. Stanovnici kreću za njima, ali ne uspevaju da ih uhvate. Kada saznaju da se u močvari nalazi nalazište nafte, Kalahan pali naftu i diže Marsh City u vazduh. Na kraju, trojka saznaje šta je uzrok emocionalne poremećenosti stanovnika Marsh Cityja. Na izvoru pijaće vode koja teče prema gradiću, Tom otkriva mali meteor na čijoj se površini nalazi plesan koja se meša sa vodom i utiče na promene u ljudskom mozgu. Kit i ekipa pomeraju meteor sa izvora i time postavljaju temelje za buduće generacije koje će se naseliti na ovom prostoru.

## Premijerno izdanje
Ova sveska je premijerno objavljena u Italiji kao #119. pod nazivom La citta nella palude (Grad u močvari) u maju 1973. godine. Prodavala se po ceni od 250 lira (0,4 $; 1,25 DEM). Epizodu je nacrtao Franko Binjoti (poznato po stripovima o Zagoru i Tim i Dastiju), a scenario napisao Decio Canzio. Originalne korice je nacrtao Franko Donateli, crtač Zagora.

## Analiza scenarija
Scenario epizode je pitak, ali površan, sa elementima koji ukazuju na moguće učešće Lavezzola ili Canziov pokušaj da zadrži ustaljeni "modus operandi". Priča je sveža i uzbudljiva, a glavni osvežavajući element je komični lik osebujnog prirodnjaka Tima Holta, koji podseća na Nolittinog naučnika Lookforda. Canzio uspešno gradi napetost i misteriju oko čudnog ponašanja stanovnika Marsh Cityja, dok su komični elementi sa Timom i Zubatim Billom dobro uklopljeni. Dijalozi su živopisni i doprinose dinamici priče, održavajući čitaoca zainteresovanim do samog kraja.

## Novi likovi
Po prvi put se u serijalu pojavljuje naučnik Tim Holt. Ponovo se pojavljuje u LMS 326-327.

## Reprize ove epizode
Epizoda je reprizirana u kolekcionarskom serijalu Mali rendžer If edizione u #60. U Italiji se ova sveska pojavila u maju 2017. Koštala je 6,9€. Hrvatsko izdanje objavljeno je u julu 2024. godine pod nazivom Grad u močvari. prodavalo se po ceni od 5,3 €. U Srbiji se hrvatski prevod prodavaop po 595 din (5 €). Pre toga, epizoda je u Hrvatskoj reprizirana u ediciji Van Gogh u februaru 2017. u tiražu od samo 100 primeraka za redovnu seriju i 110 primeraka za "The best of" ediciju. U Srbiji epizode Kit Telera još uvek nisu reprizirane kao edicija, osim sporadično krajem osamdesetih u LMS, te u obnovljenoj ediciji Lunov magnus strip počev od 2023. godine.

## Prethodna i naredna sveska LMS
Prethodna sveska Malog rendžera u LMS nosila je naziv Litica dinosaurusa (LMS266), a naredna Lozinka Maraton (LMS270).
Pogledati još: Spisak epizoda edicije Lunov magnus strip i Kit Teler (spisak i sadržaj epizoda).

## Spisak epizoda
Pogledati još Spisak epizoda edicije Lunov magnus strip i Kit Teler (spisak i sadržaj epizoda)